# Kosiorki (powiat de Mońki)
Pour les articles homonymes, voir Kosiorki.
Kosiorki est un village polonais du district administratif de Mońki, dans le powiat de Mońki, voïvodie de Podlachie, au Nord-Est du pays. Il est situé à environ 8 km au Nord-Ouest de Mońki et à 46 km au Nord-Ouest de la capitale régionale Białystok.
Sa population est d'approximativement 110 habitants.